# Jonslund
Jonslund – miejscowość (tätort) w Szwecji, w regionie administracyjnym (län) Västra Götaland, w gminie Essunga.
Według danych Szwedzkiego Urzędu Statystycznego liczba ludności wyniosła: 304 (31 grudnia 2015), 317 (31 grudnia 2018) i 308 (31 grudnia 2019).